# 1663 van den Bos
1663 van den Bos este un asteroid din centura principală, descoperit pe 4 august 1926, de Harry Edwin Wood.